# شوقي خطيب
شوقي خطيب (مواليد 1956) هو مبادر ومستشار اقتصادي ومختص في شؤون البناء والتخطيط وسياسي فلسطيني سابق من يافة الناصرة في قضاء الناصرة.
شغر منصب رئيس مجلس يافا الناصرة سابقًا، وترأس لجنة المتابعة العليا للجماهير العربية في إسرائيل سابقًا.

## لمحة عن حياته
هو مهندس معماري. بدأ حياته في المجال السياسي في عام 1988 عندما بلغ من العمر 32 عامًا إثر اختياره ليكون ممثلًا عن الحزب الشيوعي الإسرائيلي بالانتخابات المحلية لرئاسة مجلس يافة الناصرة. فاز بعدة جولات انتخابية وترأس مجلس يافة الناصرة لمدة 20 سنة على التوالي حتى موعد انتخابات السلطات المحلية في إسرائيل في العام 2008.

## لمحه عن تاريخه السياسي
في سنة 2001، عين رئيسًا للجنة المتابعة العليا للجماهير العربية في إسرائيل، وعين أيضا رئيسًا للجنة السلطات المحلية العربية. شغر هذا المنصب لمدة سبعة سنوات حتى العام 2008. عند انتهاء فترة رئاسته للجنة، أعلن عن استقالته من الحياة السياسية.
اقترح شوقي خطيب زيادة عدد أعضاء لجنة المتابعة العليا وذلك بزيادة عدد أعضاء الأحزاب باللجنة لتحصيل تمثيل متساوي بين النساء والرجال في اللجنة. أدى هذا الاقتراح إلى خلاف في اللجنة وأيضا إلى الكثير من الانتقادات ضده من قبل نائب رئيس الحركة الإسلامية الشمالية كمال خطيب وأطراف أخرى قالوا بأن دور المرأة يكمل في المطبخ وليس في اللجنة. جرى هذا النقاش في عام 2008 قبل إعلان استقالة من الحياة السياسية. 
في فترة رئاسته للجنة المتابعة، ساهم شوقي خطيب في صياغة وثيقة التصور ألمستقبلي للمواطنين العرب في إسرائيل.في انتخابات الكنيست ال- 18، مُنح منصبًا رمزيًّا (رقم 115) في لائحة مرشحي الجبهة الديموقراطية للسلام والمساواة.

## ما بعد الحياة السياسية
بعد استقالته من السياسة، بدأ يعمل شوقي على تطوير مشاريع اقتصادية تخص المجتمع الفلسطيني داخل إسرائيل. في السنوات الأخيرة، شغل شوقي خطيب شغل منصب المدير التنفيذي للحديقة الصناعية التي تقام في مدينة الناصرة، وهو مشروع تابع لمجموعة المبادر ستيف فرتهايمر. يشغل شوقي خطيب منصب رئيس مجلس إدارة شركة «الفنار». وهو من بين المبادرين لتأسيس المركز العربي «إنجاز»، وهو مركز يعمل على تطوير أداء السلطات المحلية العربية في إسرائيل.